# Arquimbald IX de Borbó
Arquimbald IX de Borbó dit el Jove, nascut el 1205 i mort a Xipre el 22 de gener de 1249, senyor de Borbó, Dampierre, Saint-Just i Saint-Dizier, comte de Nevers, d'Auxerre i de Tonnerre de 1228 a 1249.

## Biografia
Procedent de la casa de Dampierre o Borbó-Dampierre (originària de la Xampanya i extingida, Arquimbald IX de Borbó va néixer de les segones noces del seu pare Arquimbald VIII de Borbó dit el Gran (vers 1197- 1242) amb Beatriu de Montluçon.
Va acompanyar al rei Lluís IX de França (Sant Lluís) en el seu primer viatge a ultramar, i va morir a Xipre el 22 de gener de 1249, a l'edat de 44 anys, després de 7 anys de govern.

## Matrimoni i fills
Es va casar amb Iolanda de Châtillon (vers 1215- 1254). El matrimoni va tenir dues filles:
- Matilde (o Mafalda), comtessa de Nevers, d'Auxerre i de Tonnerre. Casada amb Eudes de Borgonya, fill d'Hug IV de Borgonya.
- Agnès (1237-1287) casada amb Joan de Borgonya, germà d'Eudes. Hereva de Borbó i Dampierre.